# Washington Carrasco Fernández
Washington Carrasco Fernández (9 de junio de 1922-Santiago, 5 de abril de 2021) fue un militar chileno con rango de teniente general del Ejército de Chile. Se desempeñó como ministro de Defensa Nacional de su país, durante la dictadura militar del general Augusto Pinochet entre 1981 y 1982.
Hijo de Julio Carrasco Stuardo y Julieta Fernández Aracena, se casó en Temuco, Chile con Olivia Eliana Fournier González en 1948 y no tuvieron descendencia.

## Carrera militar
Al momento del golpe de Estado del 11 de septiembre de 1973, se desempeñaba como jefe de guarnición en Concepción y Arauco. Una vez establecida la Junta Militar de Gobierno pasó a integrar el "círculo de hierro" de Augusto Pinochet, y fue designado como jefe de la misión militar de Chile en Washington D. C., Estados Unidos.
Luego, el 15 de enero de 1975  fue nombrado como intendente de la región de Magallanes y de la Antártica Chilena, en reemplazo del general de brigada Augusto Lutz. Fue removido del cargo 11 de febrero de 1977, siendo reemplazado por el general de división Nilo Floody. Simultáneamente sirvió como comandante en jefe del Comando Conjunto Austral (CCA) y de la V División de Ejército.
En 1979, fue nombrado como vicecomandante en jefe del Ejército. En diciembre de 1981, fue designado como ministro de Defensa Nacional subrogante, asumiendo de manera titular en abril de 1982. Durante esa función fue acusado en su calidad de «juez militar», de aprobar la condena y ejecución de cuatro mineros de Lota. Sin embargo, documentos desclasificados de la Agencia Central de Inteligencia (CIA), establecieron que si bien apoyó el golpe de Estado, fue uno de los generales que se negó a ejecutar a los llamados «extremistas» pese a presiones de otros generales como Sergio Arellano Stark. Respecto a la relación con este comentó que: "Arellano me consideraba blando, pero lo único que hice fue detener sus masacres en Concepción".
Tras su retiro, desde 2000 hasta 2006, ocupó el puesto de presidente del consejo directivo del Instituto O'Higginiano de Chile.
Falleció en Santiago de Chile el 5 de abril de 2021, a los 98 años.